# William Henrique
William Henrique (født 28. januar 1992) er en brasiliansk fodboldspiller.